# Bathochordaeus
Genre
Bathochordaeus est un genre de tuniciers appendiculaires de la famille des Oikopleuridae. Ce sont des animaux marins filtreurs constitutifs du zooplancton pélagique et il en existe quelques espèces géantes, qui se construisent des bulles de mucus, lesquelles contribuent au cycle océanique du carbone et au transfert accéléré de carbone vers les grands fonds. 
Ils sont difficiles à étudier hors de leur milieu naturel car survivant mal en captivité et étant difficiles à pêcher vivants ; on n'en connait au début du XXe siècle qu'environ 25 espèces, mais ce groupe taxonomique est sans doute encore sous-estimé (en nombre d'espèces et peut-être en termes d'écologie fonctionnelle mais elles semblent - en tant que filtreur pélagique - jouer un rôle très important dans les écosystèmes marins. 
Ils sont observés par des plongeurs et par des robots qui ont, avec l'aide de technologies nouvelles récemment permis de mieux comprendre leur rôle écosystémique (dans le cycle du carbone notamment).

## Liste des espèces
- Bathochordaeus charon Chun, 1900
- Bathochordaeus mcnutti Sherlock, Walz, Schlining & Robison, 2017
- Bathochordaeus stygius Garstang, 1937

## Études
Une espèce géante de ce groupe (Bathochordaeus stygius) a été utilisée dans le golfe du Mexique pour étudier, avec l'aide d'un robot sous-marin, le devenir de microplastiques colorés de 10 à 600 μm de diamètre. La caméra du robot a pu confirmer que ces microplastiques étaient ingérés et/ou étaient présents dans les grandes bulles de mucus que se construisent ces animaux, puis dans la colonne d'eau ; ces animaux ingèrent les microplastiques dans leur bol alimentaire et en rejettent (de plus petits) dans le milieu dans leurs excréments. Ces plastiques ont ensuite été observés dans leurs enveloppes gélatineuses ou dans les boulettes fécales descendant rapidement vers le fond (confirmant qu'en mer les plastiques ne sont pas qu' un "problème de surface" et qu'on ne perçoit que la partie superficielle du problème). Elles peuvent alors contribuer à la recirculation d'une partie de ces microplastiques dans le réseau trophique, et d'autre part - via la "neige" de déchets et cadavres qui « chutent » en permanence vers les fonds marins - contribuer à la pollution des grands fonds.